# Фінал Ліги чемпіонів УЄФА 2015
Фіна́л Лі́ги чемпіо́нів УЄФА́ 2015 ро́ку — фінальний матч розіграшу Ліги чемпіонів УЄФА 2014–2015, 60-го сезону в історії Кубка європейських чемпіонів і 23-го сезону в історії Ліги чемпіонів УЄФА. Матч відбувся 6 червня 2015 року в Берліні на Олімпійському стадіоні
Переможець матчу зіграє з переможцем Ліги Європи УЄФА сезону 2014/15 в матчі на Суперкубок УЄФА 2015 року, а також кваліфікується до півфіналу клубного чемпіонату світу 2015 року.
Виграла Барселона із рахунком 3:1.

## Передмова
Це восьмий фінал Кубка чемпіонів/Ліги чемпіонів УЄФА як для «Ювентуса» так і «Барселони». «Ювентус» виграв два своїх попередніх фінали (1985, 1996) та програв п'ять (1973, 1983, 1997, 1998, 2003), в той час як «Барселона» виграла чотири попередні фінали (1992, 2006, 2009, 2011) та три рази поступилась (1961, 1986, 1994). «Барселона» також грала у шести фіналах Кубка володарів кубків, — перемоги в 1979, 1982, 1989, 1997, та поразки в 1969 та 1991, в той час як «Ювентус» грав в одному фіналі Кубка (перемога в 1984 році) та в чотирьох фіналах Кубка УЄФА (перемоги в 1977, 1990 та 1993, поразка в 1995), «Барселона» вигравала три рази Кубок ярмарків (попередник Кубка УЄФА) 1958, 1960, 1966. 
Між собою команди грали шість разів, але ніколи не грали у фіналі. У своїх попередніх зустрічах клубних турнірів УЄФА, «Барселона» виграла 2:1 за сумою двох матчів у чвертьфіналі Кубка чемпіонів 1985/86, 3:2 за сумою двох матчів у півфіналі Кубка володарів кубків 1990/91, в той час як «Ювентус» виграв 3:2 чвертьфінал Ліги чемпіонів УЄФА 2002/03 за сумою двох матчів. «Барселона» перемогла в півфіналі Латинського кубку 1952 року «Ювентус» 4:2, та поступилась у другому раунді Кубка ярмарок 1970/71 2:4.
Обидва клуби зробили цього сезону дублі, вигравши як національні чемпіонати так і національні Кубки.

## Шлях до фіналу
| Команда      | І | В | Н | П | ЗМ | ПМ | РМ  | О  |
| ------------ | - | - | - | - | -- | -- | --- | -- |
| Атлетіко     | 6 | 4 | 1 | 1 | 14 | 3  | +11 | 13 |
| Ювентус      | 6 | 3 | 1 | 2 | 7  | 4  | +3  | 10 |
| Олімпіакос П | 6 | 3 | 0 | 3 | 10 | 13 | −3  | 9  |
| Мальме       | 6 | 1 | 0 | 5 | 4  | 15 | −11 | 3  |

| Команда         | І | В | Н | П | ЗМ | ПМ | РМ  | О  |
| --------------- | - | - | - | - | -- | -- | --- | -- |
| Барселона       | 6 | 5 | 0 | 1 | 15 | 5  | +10 | 15 |
| Парі Сен-Жермен | 6 | 4 | 1 | 1 | 10 | 7  | +3  | 13 |
| Аякс            | 6 | 1 | 2 | 3 | 8  | 10 | −2  | 5  |
| АПОЕЛ           | 6 | 0 | 1 | 5 | 1  | 12 | −11 | 1  |

## Деталі матчу
| 6 червня 2015 20:45 |

| Ювентус    | 1 – 3           | Барселона                          |
| ---------- | --------------- | ---------------------------------- |
| Мората 55' | Протокол(англ.) | Ракитич 4' Суарес 68' Неймар 90+7' |

| Олімпійський, Берлін Глядачів: 70,442 Арбітр: Джюнейт Чакир (Туреччина) |

| Ювентус | Барселона |

| ВР                   | 1  | Джанлуїджі Буффон (c) |     |     |
| ЗХ                   | 26 | Штефан Ліхтштайнер    |     |     |
| ЗХ                   | 15 | Андреа Барцальї       |     |     |
| ЗХ                   | 19 | Леонардо Бонуччі      |     |     |
| ЗХ                   | 33 | Патріс Евра           |     | 89' |
| ПЗ                   | 21 | Андреа Пірло          |     |     |
| ПЗ                   | 8  | Клаудіо Маркізіо      |     |     |
| ПЗ                   | 6  | Поль Погба            | 41' |     |
| ПЗ                   | 23 | Артуро Відаль         | 11' | 79' |
| НП                   | 10 | Карлос Тевес          |     |     |
| НП                   | 9  | Альваро Мората        |     | 85' |
| Запасні:             |    |                       |     |     |
| ВР                   | 30 | Марко Сторарі         |     |     |
| ЗХ                   | 5  | Анджело Огбонна       |     |     |
| ПЗ                   | 11 | Кінгслі Коман         |     | 89' |
| ПЗ                   | 20 | Сімоне Падоїн         |     |     |
| ПЗ                   | 37 | Роберто Перейра       |     | 79' |
| ПЗ                   | 27 | Стефано Стураро       |     |     |
| НП                   | 14 | Фернандо Льоренте     |     | 85' |
| Тренер:              |    |                       |     |     |
| Массіміліано Аллегрі |    |                       |     |     |

| ВР          | 1  | Марк-Андре тер Штеген |     |       |
| ЗХ          | 22 | Даніел Алвес          |     |       |
| ЗХ          | 3  | Жерард Піке           |     |       |
| ЗХ          | 14 | Хав'єр Маскерано      |     |       |
| ЗХ          | 18 | Жорді Альба           |     |       |
| ПЗ          | 4  | Іван Ракитич          |     | 90+1' |
| ПЗ          | 5  | Серхіо Бускетс        |     |       |
| ПЗ          | 8  | Андрес Іньєста (c)    |     | 78'   |
| НП          | 10 | Ліонель Мессі         |     |       |
| НП          | 9  | Луїс Суарес           | 70' | 90+6' |
| НП          | 11 | Неймар                |     |       |
| Запасні:    |    |                       |     |       |
| ВР          | 13 | Клаудіо Браво         |     |       |
| ЗХ          | 15 | Марк Бартра           |     |       |
| ЗХ          | 21 | Адріано               |     |       |
| ЗХ          | 24 | Жеремі Матьє          |     | 90+1' |
| ПЗ          | 6  | Хаві                  |     | 78'   |
| ПЗ          | 12 | Рафінья               |     |       |
| НП          | 7  | Педро                 |     | 90+6' |
| Тренер:     |    |                       |     |       |
| Луїс Енріке |    |                       |     |       |

| Гравець матчу UEFA : Андрес Іньєста (Барселона) Помічники арбітра: Бахатин Дуран (Туреччина) Тарик Енгюн (Туреччина) Четвертий арбітр: Йонас Ерікссон (Швеція) Додаткові арбітри: Хюсейин Гечек (Туреччина) Бариш Шимшек (Туреччина) Резервний: Мустафа Емре Ейсой (Туреччина) | Регламент - 90 хвилин. - 30 хвилин додаткового часу за необхідності. - Серія пенальті за необхідності. - Сім гравців на заміні. - Максимум три заміни. |